# Canadiens de Sherbrooke
Les Canadiens de Sherbrooke sont une franchise professionnelle de hockey sur glace basée à Sherbrooke, dans la province de Québec au Canada et ayant évolué en Ligue américaine de hockey de 1984 à 1990.

## Histoire
Créée en 1984 après le déménagement des Voyageurs de la Nouvelle-Écosse à Sherbrooke, la franchise était le club formateur des Canadiens de Montréal.
Ils ont à leur actif trois titres de division (1987, 1989 et 1990) et une coupe Calder, récompense suprême de la LAH, lors de leur première saison à Sherbrooke (1984-85) et autre participation en finale, perdue contre les Americans de Rochester en 1987.
En 1990, la franchise déménage une nouvelle fois et retourne au Nouveau-Brunswick, à Fredericton où elle devient les Canadiens de Fredericton.

## Statistiques
| Année   | PJ | V  | D  | N  | DP | Pts | BP  | BC  | Classement Final  | Séries éliminatoires                                                                      |
| 1984-85 | 80 | 37 | 38 | 5  | -- | 79  | 323 | 329 | 3e division Nord  | 4-2 Express de Fredericton 4-1 Mariners du Maine 4-2 Skipjacks de Baltimore               |
| ------- | -- | -- | -- | -- | -- | --- | --- | --- | ----------------- | ----------------------------------------------------------------------------------------- |
| 1985-86 | 80 | 33 | 38 | 9  | -- | 75  | 340 | 341 | 5e division Nord  | non qualifiés                                                                             |
| 1986-87 | 80 | 50 | 28 | 2  | -- | 102 | 328 | 257 | 1er division Nord | 4-1 Oilers de la Nouvelle-Écosse 4-1 Red Wings de l'Adirondack 3-4 Americans de Rochester |
| 1987-88 | 80 | 42 | 33 | 4  | 1  | 89  | 316 | 243 | 3e division Nord  | 2-4 Express de Fredericton                                                                |
| 1988-89 | 80 | 47 | 24 | 9  | -- | 103 | 348 | 261 | 1er division Nord | 2-4, Nighthawks de New Haven                                                              |
| 1989-90 | 80 | 45 | 23 | 12 | -- | 102 | 301 | 247 | 1er division Nord | 4-2 Citadels d'Halifax 2-4 Indians de Springfield                                         |

## Entraîneurs
- Pierre Creamer (coentraîneur 1984-87)
- Jean Hamel (coentraîneur 1984-87) et (1988-90)
- Pat Burns (1987-88)